# تسويق كميني

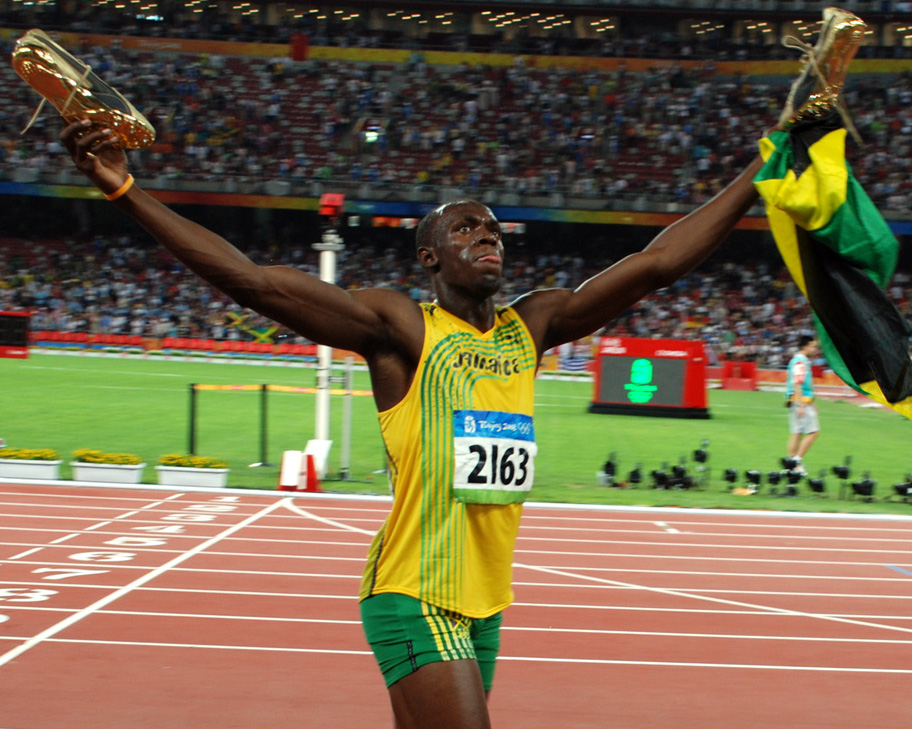
الترويج إلى الحذاء الرياضي الذي يحمله أو إلى ملابس الرياضية.

التسويق الكميني أو الإعلان الكميني هو إستراتيجية تسويقية «يضع فيها المعلن كمينًا» في حدث ما للتنافس مع المعلنين الآخرين على العرض. صيغ المصطلح من قبل الخبير الاستراتيجي جيري ويلش، عندما كان يعمل مديرًا لجهود التسويق العالمية لشركة أمريكان إكسبرس في ثمانينيات القرن العشرين. معظم حملات التسويق الكميني تهدف إلى ربط العلامة التجارية مع ظهور حدث كبير، دون أن تكون فعليًا شريكًا «رسميًا» أو راعيًا لهذا الحدث. يمكن لمعلن ما أن يضع كمينًا بشكل غير مباشر في حدث ما من خلال الإشارة إلى صورته وسماته دون الإشارة إلى علامات تجارية محددة مرتبطة به، أو بطرق «مباشرة» و«استغلالية» -إذ ينخرط المُعلن في الاستخدام الاحتيالي للأسماء الرسمية والعلامات التجارية لتضليل المستهلكين عمدًا.
تعتبر الإجراءات المُتخذة لمكافحة الإعلانات الكمينية، أكثر شيوعًا في الرياضة (إذ تعتبر الأحداث الكبرى مثل كأس العالم، والألعاب الأولمبية، ولعبة السوبر بول أهدافًا بارزة له)، ويمكن أن تقلل ممارسة هذه الإعلانات من قيمة حقوق الرعاية الحصرية وتضعفها، وتنتهك في بعض الحالات حقوق الملكية الفكرية للمنظمين. قد تتضمن مثل هذه الإجراءات تقييد الإعلانات في «المناطق النظيفة» حول موقع الحدث، وإزالة وحجب الإشارات التي لا تمتلك جهات راعية في مواقع الحدث، والطلب من الدول المستضيفة أن تصدر قوانين بمنح المُنظم الحقوق القانونية لفرض المناطق النظيفة، وتقييد استخدام كلمات ومفاهيم محددة بغرض إنشاء ارتباطات غير رسمية مع الحدث.
تعتبر قوانين مكافحة التسويق الكميني موضع جدل بسبب حدها من حرية التعبير، ولمنعها للشركات من الترويج بشكل واقعي في سياق الحدث.

## المفهوم والتقنيات
يُستخدم التسويق الكميني عادةً من أجل «استغلال» أهمية وقيام الأحداث المهمة، وتنظيم النشاطات الترويجية والدعايات حولها، دون الحاجة إلى دفع رسوم إلى منظمي الحدث ليصبحوا راعين «رسميين» لفئة منتج معينة. يمكن تصنيف تقنيات التسويق الكميني إلى نوعين. النوع الأول هو الأساليب «المباشرة» للتسويق الكميني، ويشمل ترويج المعلنين لأنفسهم على أنهم جزء من حدث أو مرتبطون به، ويخفضون بذلك من تعرّض الرعاة الرسميين وحملاتهم الخاصة -خاصة إن كانت هذه الحملات ناتجة عن منافسين للرعاة غير الرسميين، في حين تستخدم الأساليب غير المباشرة للتسويق الكميني الصور المتعلقة بحدث ما في إعلاناتها من أجل استحضار وجود ربط عقلي معها، بدون ذكرها على وجه التحديد.
تتضمن الأساليب «الاستغلالية» للتسويق الكميني المباشر ادعاءات احتيالية من قبل جهات غير راعية تقدم نفسها على أنها راعية «رسمية»، وذلك عادةً من خلال صنعها إشارات مباشرة إلى علامات تجارية مرتبطة بحدث ما، لكن دون أي تصريح رسمي من منظمي الحدث يسمح لهم بتقديم أنفسهم على أنهم رعاة رسميون أو يسمح لهم باستخدام علاماتهم التجارية. قد يحاول أحد المُعلنين القيام بحيلة دعائية داخل المكان نفسه لجذب الانتباه إلى علامته التجارية، مثل وجود حضور يرتدون ملابس فاخرة مرتبطة بشركته. يمكن أن يشارك أيضًا راعٍ رسمي في التسويق الكميني المباشر إذا قام بنشاطات ترويجية مكثفة أكثر مما كان مصرحًا له به أصلًا، كتوزيع البضائع التي تحمل العلامة التجارية في حين صُرح له بالإعلانات من خلال اللافتات فقط -خاصة إن كانت هذه النشاطات منافسة لأولئك الراعين المُصرح لهم بالقيام بذلك. يمكن أن تمارس شركة ما التسويق الكميني المباشر أيضًا من خلال الاستقواء -والتسويق الفعلي لوظيفتها وربطها بحدث ما أو بالمشاركين فيه. على سبيل المثال، يمكن أن تعلن شركة معنية تنتج المعدات الرياضية أنها مورّد رسمي لرياضي ما أو فريق رياضي معين. وبشكل مشابه، يمكن لجهة غير راعية أن تختار رعاية البث التلفزيوني للحدث فقط من خلال مذيع تلفزيوني، ولكن ليس رعاية الحدث بحد ذاته. يمكن اعتبار الإقرار الواقعي بتدخل الجهات غير الراعية بالمشاركين في حدث ما، ليكن على سبيل المثال من قبل مُضيف تلفزيوني أو معلق، بأنه شكل عفوي من أشكال التسويق بالاستقواء لأنه يمنح دعاية إضافية غير مدفوعة للعلامة التجارية. تتضمن معظم أشكال التسويق الكميني غير المباشر جهة غير راعية تستخدم صورة وسمات وقيم مشابهة لما يعبر عنه حدث وحملات الرعاة الرسميين، سواء كان بشكل إيجابي أم سلبي، ودون وضع إشارات محددة إلى الحدث نفسه أو علاماته التجارية. في خلاصة الأمر، يسوّق المعلن لنفسه باستخدام محتوى له ارتباط ذهني بالحدث، ونتيجةً لذلك يجذب أولئك الأشخاص الذين هم على علمٍ بالحدث. يمكن أن يستخدم المُعلن لقبًا مشهورًا من أجل الحدث لكنه لا يكون علامة تجارية مثل «اللعبة الكبرى».
بشكل مشابه، يمكن أن تستخدم جهة غير راعية تقنيات «مشتتة للانتباه» لتحويل انتباه المُستهلك بعيدًا عن الحدث الحقيقي ورعاته الرسميين وذلك باستخدام طرق مشابهة لطرق التسويق غير المباشر؛ على سبيل المثال، يمكن أن تُشبع جهة غير راعية منطقة المكان أو حوله (بما في ذلك بائعي الشوارع، واللوحات الإعلانية، ووسائل النقل العامة) بوجود تسويق منافس. يمكن أن يكون هذا «التسويق التشبّعي» إما مرتبطًا بالحدث بشكل غير مباشر أو يكون عفويًا، ولا يقوم بأي إشارات على الإطلاق. في بعض الحالات، يمكن أن ترعى الشركة أو تُنشئ «خاصية موازية» مماثلة، مصممة لتنافس خاصية رئيسية بشكل مباشر من خلال إثارة مواضيع مماثلة.